# Джеймс, Сонни
Со́нни Дже́ймс (англ. Sonny James, настоящее имя Джеймс Хью Лоден (James Hugh Loden); 1 мая 1928 — 22 февраля 2016) — американский певец и автор песен в стиле кантри, наиболее известный по своему хиту 1957 года «Young Love». Его называли Southern Gentleman. С 1953 по 1983 год он записал на свой счёт 72 хита в кантри- и поп-чартах «Билборда», включая пятилетнюю полосу из шестнадцати хитов номер 1 (из всего 23 хитов номер 1 в его карьере). Позже он прекратил выступления, прожив последние годы в Нашвилле, штат Теннесси. Музыкант включён в Зал славы кантри.

## Достижения
Музыкальный сайт AllMusic кратко характеризует Сонни Джеймса как «американского автора-исполнителя в стиле кантри с выдающейся серией хитов с 1950-х по 1980-е годы». Как пишет сайт, «в конце 1960-х он записал на свой счёт невероятный пятилетний отрезок хитов номер 1 [речь идёт прежде всего о кантри-чарте „Билборда“], которые в конце 1960-х оккупировали первую позицию в общей сложности 45 недель».
В 2006 году был включён в Зал славы кантри. 6 ноября 2006 года он лично принял эту честь во время церемонии Country Music Association Awards, появившись на телевидении впервые за почти 20 лет.
Также в 1971 году за вклад в музыкальную индустрию Харри Джеймс получил звезду на Голливудской аллее славы, а в 1987 был включён в Музыкальный зал славы Алабамы (англ. Alabama Music Hall of Fame).

## Дискография
- См. статью «Sonny James discography» в английском разделе.